# Божевілля кіно
«Божевілля кіно» (англ. Movie Crazy) — американська комедійна мелодрама режисера Клайда Брукмана 1932 року.

## Сюжет
Гарольд — актор-початківець, який мріє підкорити Голлівуд.

## У ролях
- Гарольд Ллойд — Гарольд Гол
- Констанс Каммінгс — Мері Сірс
- Кеннет Томсон — Венс
- Луїз Клоссер Гейл — місіс Кіттерман
- Спенсер Чартерс — Дж. Л. O'Брайн
- Роберт Маквейд — Веслі Кіттерман — режисер
- Едді Фетерстон — Білл — помічник продюсера
- Сідні Джарвіс — продюсер
- Гарольд Гудвін — Міллер
- Мері Доран — Марджі
- Девітт Дженнінгс — містер Гол
- Люсі Бомонт — місіс Гол